# 361.ª Divisão de Infantaria (Alemanha)
A 361ª Divisão de Infantaria (em alemão: 361. Infanterie-Division) foi uma unidade militar que serviu no Exército alemão durante a Segunda Guerra Mundial.

## Comandantes
| Comandante                                       | Data                                        |
| ------------------------------------------------ | ------------------------------------------- |
| Generalleutnant Siegmund Freiherr von Schleinitz | 20 de novembro de 1943 - 30 de maio de 1944 |
| Generalmajor Gerhard Lindemann                   | 30 de maio de 1944 - 22 de julho de 1944    |

## Área de operações
| Dinamarca                      | novembro de 1943 - março de 1944 |
| Frente Oriental, setor central | de março de 1944 - julho de 1944 |